# Vittoria
Vittoria város Olaszországban, Szicíliában, Ragusa megyében. 62 362 lakosával a megye legnépesebb városa.
Mediterrán éghajlatú, átlagos hőmérséklete: a leghidegebb hónap a január, és a legmelegebb hónap a július és augusztus. A város jelképe, vagy szimbóluma a győzelem; egy sas koronával, a karmai közt tartott tábla szöveggel. A sas a Henriquez-Cabrera család szimbóluma volt, majd a 19. század nagy szőlőtelepítései után a sas karmai között megjelent a szőlő és a bor is, vagyis a város hivatása. Ez a jelkép megtalálható a Szent János-bazilikán és a Vittoria Colonna színház épületén is.

## Története
Vittoria és a Valley Ippari folyó környéke már az őskorban is lakott volt. Környékén bronzkorból származó települések nyomait tárták fel. A folyó torkolata közelében és a tengerparton fekszenek Karina dór görög város 6. századból való romjai.
A mai várost, Vittoriát 1607. április 24-én Vittoria Colonna Henriquez-Cabera grófnő alapította férje Lajos kasztíliai herceg halála után, miután szembe került a férje által okozott súlyos gazdasági nehézségekkel.
Vittoria Colonna elhatározta, hogy felkéri a spanyol királyt egy új település alapítására, ami lehetővé teszi, hogy újjáélessze a családi vagyont. III. Fülöp király 1606. december 31-én királyi kiváltságként Madridban, elrendelte az ősi város újjáépítését és az alapító tiszteletére Victoriának nevezte el a várost.
A város magja köré épült a vár és az Anyaszentegyház. Az 1693-as földrengés óta máig folyamatosan bővül a település.
Az I. világháború idején hadifogolytáborában több mint 18 ezer magyar katona raboskodott.

## Nevezetességek

### Templomok

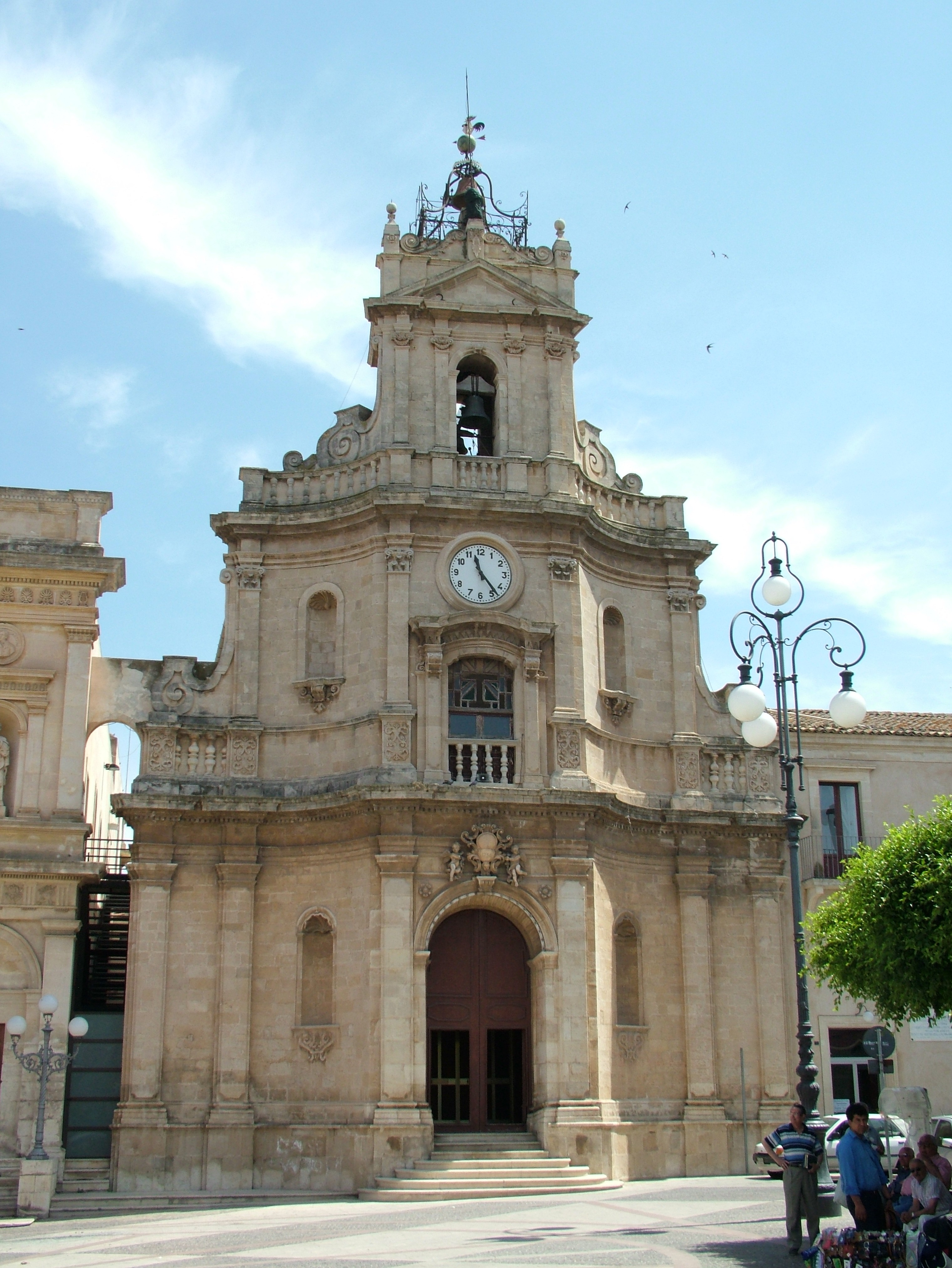
A Kegyelem temploma és kolostora

- Szent Rita-templom
- Szent Pál-templom
- Szent József-templom
- Jézus Szíve-templom
- Szűz Mária-templom, Goretti
- Szent Domonkos-templom, Savio
- Szent Rózsafüzér-templom
- Feltámadás temploma
- Bosco Szent János-templom
- Santa Maria Assunta
- Szentlélek-templom
- Kapucinus templom

### Vittoria Colonna színház

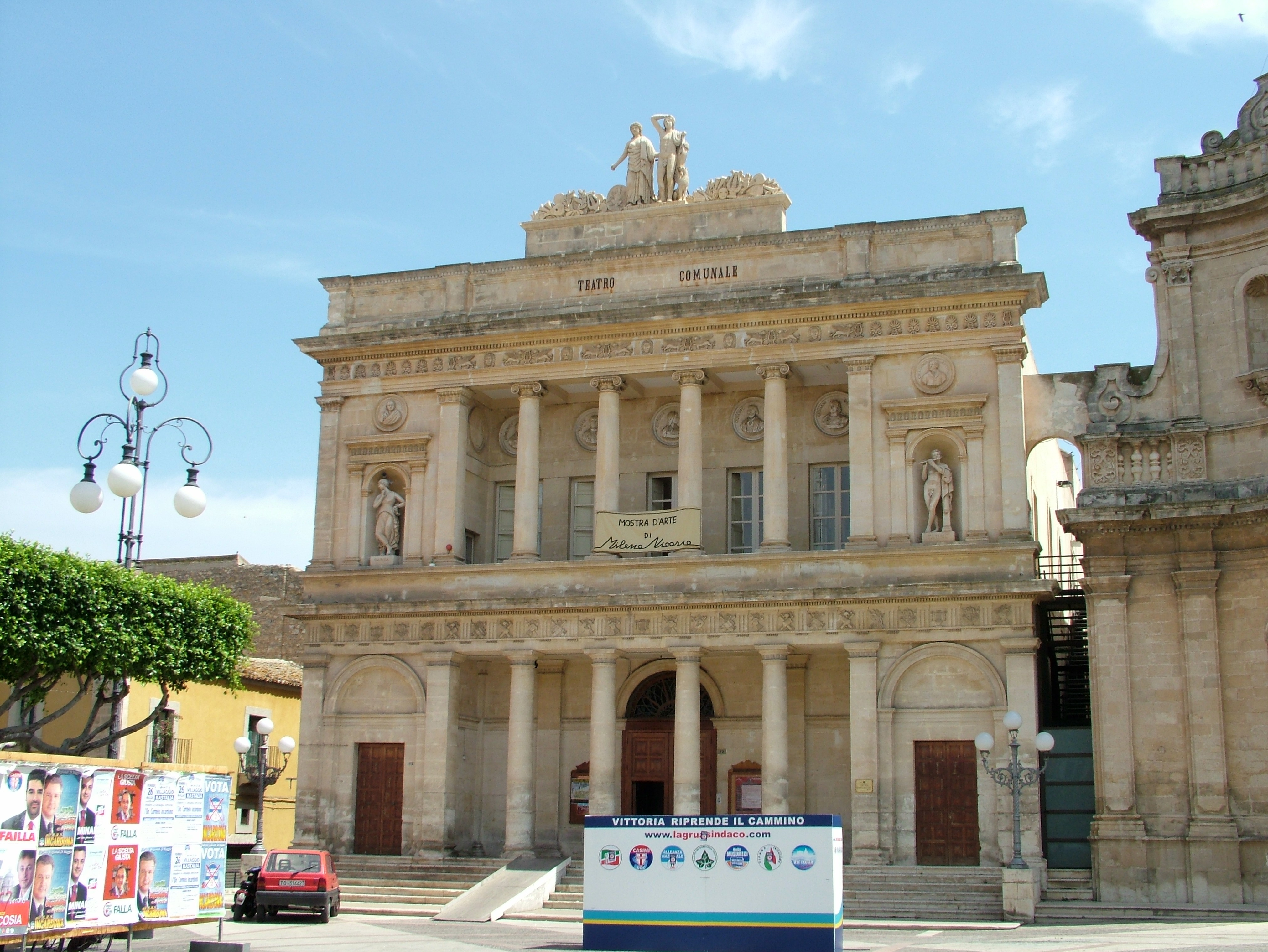
A színház épülete

1863-ban épült és a város alapítójáról Giuseppe Di Bartolo Morselliről nevezték el. Az épület mintegy 300 ülőhelyes. Homlokzata neoklasszicista stílusú, a homlokzat szobrai Apollót és Dianát ábrázolják. A belső díszítés Joseph Vittoria Mazzone festő műve.

### Szent János Bazilika
Az Anyaszentegyház a város szívében, történelmi központjában, a Piazza Ferdinando Riccán található. A gyönyörű templom az 1693-as pusztító nagy földrengés után, 1695 és 1706 között épült. Egyszerű barokk homlokzat, két kis kupolával, gazdag belső díszítés; stukkók, szobrok, márvány és számos festmény díszíti.
Szép, fából készült oltára van, a festményeket Jozef Mazzone és egyéb szicíliai mesterek készítették. Figyelemre méltó a keresztelőkút, fölötte pedig egy festmény, 1700 körüli időkből a Caravaggio-iskolából.
Az épületbelső jellemzője a sokszínű márvány, a gazdag díszítés.
A templomhajón belépve megcsodálható a finom orgona és a szószék is, amely ugyancsak fából készült az 1800-as évek második felében.

### Múzeumok
Az Olasz–Magyar Múzeum az egykori hadifogolytábor területén állít emléket az I. világháború idején itt raboskodott magyaroknak. 1995 végén avatták fel.

### Magyar kápolna
A vittoriai temetőben 1927-ben magyar adományokból az olaszok által épített és felavatott kápolna, amely a Vittoriában elhunyt 118 első világháborús magyar hadifogolynak állít emléket, akiknek csontjai a kápolna alatti sírkamrában nyugszanak; gránittáblába vésett nevük a kápolna falán olvasható. 2017-ben magyar restaurátor, szobrászművész újította fel az épületet, illetve egy régész, hadisírokkal foglalkozó szakember első alkalommal tárta fel a sírkamrát. A felújítást követően Biró László, a Honvédelmi Minisztérium katolikus tábori püspöke első magyar papként újraszentelte, és megáldotta a kápolnát.

## Testvérvárosok
- Mátészalka Magyarország